# Joschka Fischer

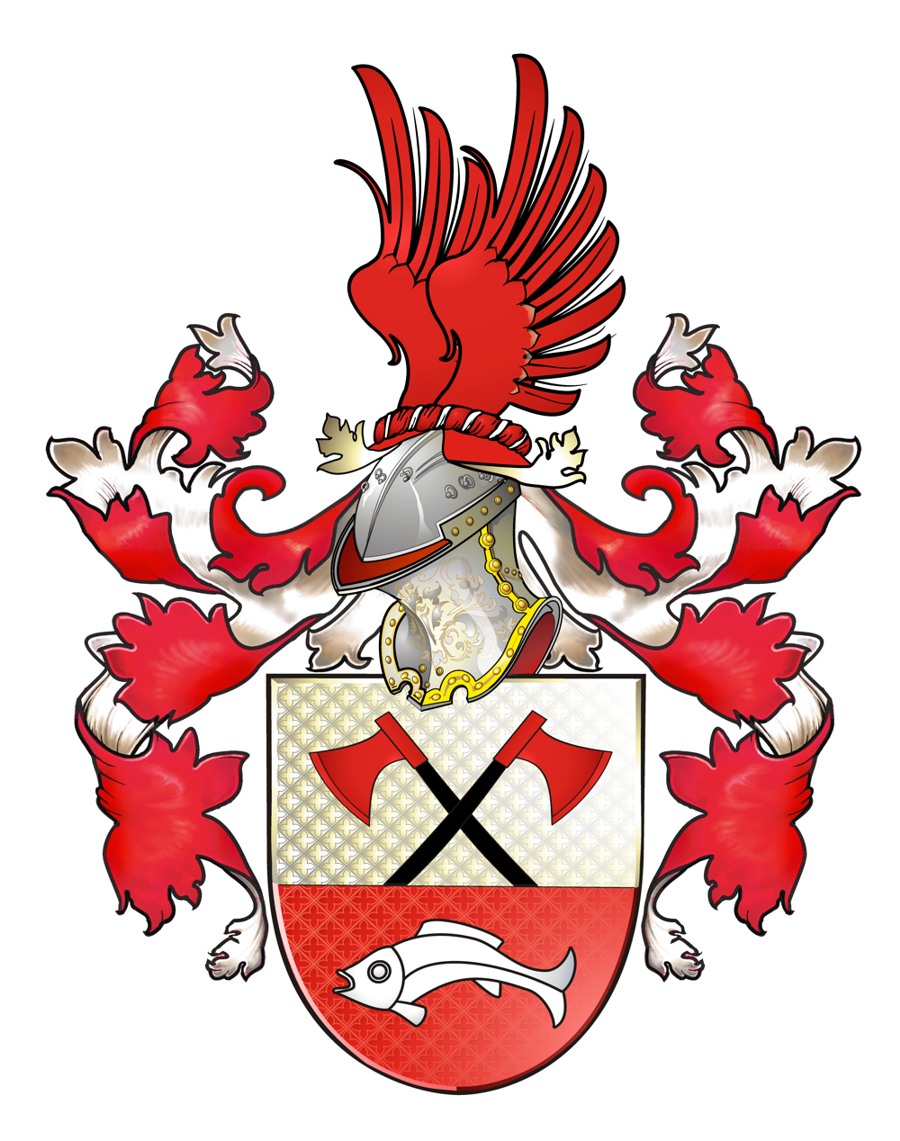
Jeho erb, který si roku 2004 nechal vytvořit a posléze registrovat.

Joseph Martin "Joschka" Fischer (12. dubna 1948, Gerabronn, Württembersko-Bádensko, Německo) je německý levicový politik, dlouholetý čelný představitel německých Zelených a v letech 1998–2005 spolkový ministr zahraničí. Ve své době byl nejoblíbenějším politikem Německa.

## Biografie
Pocházel z rodiny maďarských Němců z Budakeszi, kteří se roku 1946 vystěhovali do Německa; jeho otec byl řezník. Jeho přezdívka „Joschka“ pochází z maďarského Jóska (domácí podoba jména József = Josef).
Nedokončil střední školu a v mládí vystřídal řadu málo placených zaměstnání. Od roku 1967 se účastnil mládežnického protestního hnutí. Koncem 70. let se přiklonil k environmentalismu a byl při formování strany Zelených v Hesensku, kde pak v 80. a 90. letech působil jako zemský poslanec a vystřídal i několik ministerských postů.
Jeho politickým vrcholem byl úřad spolkového ministra zahraničí a vicekancléř ve vládách Gerharda Schrödera. Byl zastáncem evropské federalizace. Své funkce opustil po volební porážce levicové koalice roku 2005. Ukončil aktivní politickou kariéru a pak působil jako pedagog na univerzitě v USA.
Od roku 2009 Fischer působí jako poradce při stavbě plynovodu Nabucco.